# Мецаноне (Фођа)
Мецаноне (итал. Mezzanone) је насеље у Италији у округу Фођа, региону Апулија.
Према процени из 2011. у насељу је живело 433 становника. Насеље се налази на надморској висини од 39 м.